# Scottsville, Kansas
Scottsville är en ort i Mitchell County i Kansas. Vid 2020 års folkräkning hade Scottsville 26 invånare.